# Яни, Густав
Густав Яни (венг. Jány Gusztáv, до 1924 года именовался Густав Хауцингер (нем. Gustav Hautzinger); 21 октября 1883, Райка — 26 ноября 1947, Будапешт) — венгерский военный деятель. Генерал-полковник.

## Биография
- участник Первой мировой войны на стороне Австро-Венгрии. При обретении независимости Венгрии переходит в Венгерскую армию
- с 1928 назначается начальником штаба 2-й смешанной бригады.
- с 1931 на преподавательской работе, начальник Военной Академии «Людовика»
- в 1936 вновь в действующей армии, назначен командующим 3-й смешанной бригады.
- после прихода Хорти к власти в 1938 году назначается начальником военного секретариата Хорти и генерал-адъютантом.
- с 1939 по 1940 — командир I армейского корпуса
- с 1940 назначен командующим 2-й армией, в 1942 направлен на советско-германский фронт
- после поражения его армии под Сталинградом и ранения в 1943 отозван в Венгрию. Нового назначения не получил.
- в 1944 году бежал в Германию.
- в 1945 оказался в американской зоне оккупации. После смерти жены в 1946 г. добровольно вернулся в Венгрию, был арестован и расстрелян 26 ноября 1947 по приговору военного трибунала.

## Награды
- Рыцарский крест Железного креста (31 марта 1943)